# Gagrella longipes
Gagrella longipes is een hooiwagen uit de familie Sclerosomatidae.